# Gmina Bogoria
Die Gmina Bogoria ist eine Stadt-und-Land-Gemeinde (gmina miejsko-wiejska) im Powiat Staszowski der Woiwodschaft Heiligkreuz in Polen. Ihr Sitz ist die gleichnamige Stadt mit etwa 930 Einwohnern, die zum 1. Januar 2024 ihr zum 13. Januar 1870 entzogenes Stadtrecht zurückerhielt, wodurch die Gemeinde von einer gmina wiejska (Landgemeinde) zu einer gmina miejsko-wiejska wurde.

## Gliederung
Zur Gmina Bogoria gehören folgende 16 Ortsteile mit einem Schulzenamt (sołectwo):
Bogoria
Budy
Ceber
Domaradzice
Gorzków
Grzybów
Jurkowice
Józefów Witowicki
Kiełczyna
Kolonia Bogoria
Kolonia Pęcławice
Kolonia Pęcławska
Kolonia Wysoki Małe
Łagówka
Malkowice
Mała Wieś
Miłoszowice
Moszyny
Niedźwiedź
Pełczyce
Podlesie
Przyborowice
Pęcławice Górne
Rosołówka
Szczeglice
Ujazdek
Wagnerówka
Wierzbka
Witowice
Wola Kiełczyńska
Wola Malkowska
Wolica
Wysoki Duże
Wysoki Małe
Wysoki Średnie
Zagorzyce
Zimnowoda